# Jordi Mas i Torres
Jordi Mas i Torres (Encamp, 26 de gener de 1953) és un polític i empresari andorrà. Ha exercit diversos càrrecs polítics al Principat d'Andorra, entre els quals es destaca el de Conseller General d'Andorra entre 2001 i 2005, on ocupà diverses posicions en les diverses comissions parlamentàries, tals com la Vicepresidència de la Comissió Legislativa d'Exteriors o davant de l'OSCE, en tant que Membre de l'Assemblea Parlamentària de l'Organització per la Seguretat i Cooperació a Europa. Ocupà el càrrec de Cònsol Major de la Parròquia d'Encamp des de 2011 fins 2015 arran de les Eleccions comunals andorranes de 2011, on guanyà presentant-se pel partit Demòcrates per Andorra.

## Biografia
Nascut el 26 de gener de 1953 a Encamp, Jordi Mas i Torres és un dels polítics andorrans amb trajectòria més llarga en política.
Va esdevindre per primera vegada Conseller General després de les eleccions al Consell General de 1985, sent successivament reelegit a les eleccions al Consell General de 1989 i a les eleccions al Consell General de 1992, les darreres abans de l'aprovació de la constitució andorrana de 1993. Aquell any, formant ja part de l'Agrupament Nacional Democràtic (AND), el partit governant, va presentar-se per la circumscripció d'Encamp a les eleccions al Consell General de 1993, sent reelegit com a Conseller General.